# Kees Pijl
Cornelis Alidanis ("Kees") Pijl (Oosterhout, 9 juni 1897 – Rotterdam, 3 september 1976) was een Nederlands voetballer, die in de jaren twintig actief was voor Feijenoord. De productieve spits was een prominent lid van het team dat de club uit Rotterdam-Zuid in de jaren twintig naar de top van het Nederlands voetbal bracht, met als bekroning de landskampioenschappen van 1924 en 1928.
Hij was in 1916 bij Feijenoord terechtgekomen, toen de kleine vereniging waarvoor hij actief was in de club opging. In de 203 competitiewedstrijden die Pijl op het hoogste niveau voor Feijenoord speelde, scoorde hij 179 keer. Daarmee staat Pijl tweede op de lijst van Feijenoords topscorers aller tijden, achter Jaap Barendregt.
Pijl bracht het als een van de eerste Feijenoorders tot het nationale elftal. Namens het Nederlands elftal kwam hij uit bij de Olympische Spelen van 1924, waar hij in de wedstrijd tegen Roemenië vier doelpunten maakte. In totaal speelde hij acht interlands waarin hij zeven keer scoorde.
Van 1942 tot 1946 was hij trainer van Feijenoord.